# Société mathématique portugaise
La Société mathématique portugaise (en portugais : Sociedade Portuguesa de Matemática, SPM) est une société savante portugaise, fondée le 12 décembre 1940, dont les objectifs sont le développement de l'éducation et la diffusion et la promotion de la recherche en mathématiques au Portugal. La SPM est responsable de l'édition des revues scientifiques Portugaliæ Mathematica, Boletim SPM, Gazeta de Matemática et de plusieurs livres. Ses activités comprennent l'organisation de congrès, de conférences, de réunions scientifiques et des cours de formation pour les enseignants. Elle organise l'Olympiade mathématique portugaise et promeut également l'émission de télévision "This is mathematics", diffusée sur SIC Notícias et SIC International. Elle réunit des enseignants et des chercheurs en mathématiques qui s'intéressent au progrès de la discipline dans le pays.

## Histoire
Les années 1930 et 1940 ont été des décennies spéciales pour les mathématiques au Portugal. Une génération de brillants mathématiciens tels que Bento de Jesus Caraça, Ruy Luís Gomes, Alfredo Pereira Gomes, António Aniceto Monteiro et Hugo Ribeiro, entre autres, ont donné une nouvelle vie à la recherche en mathématiques dans le pays. Ils ont encouragé avec succès plusieurs projets, dont la revue scientifique Portugaliæ Mathematica (1937), le Séminaire mathématique à Lisbonne (1938), le Centre d'Études Mathématiques Appliquées à l'Économie (1938), le magazine Gazeta de Matemática (1939) et le Centre d'Études Mathématiques à Lisbonne et à Porto (1940 et 1942, respectivement). C'est dans ce contexte que, le 12 décembre 1940, la Société mathématique portugaise a été fondée.
Le premier conseil d'administration était constitué de Pedro José da Cunha (Président), Victor Hugo Duarte Lemos (Vice-Président), António Aniceto Monteiro, Manuel Zaluar Nunes, Maria Pilar Baptista Ribeiro et Augusto Sá da Costa. Ruy Luís Gomes et Bento de Jesus Caraga ont également été des éléments clés dans le développement de la Société, qui a rassemblé un nombre considérable de membres depuis le début.
Mais depuis sa création, la Société a fait face à de nombreuses difficultés dues à des événements politiques qui ont eu lieu au cours du 20e siècle au Portugal. Le régime dictatorial n'a pas permis l'enregistrement de la SPM, qui n'a été légalisée qu'après la révolution de 1974, le 10 octobre 1977 soit près de 40 ans après sa fondation. 
Pendant le régime, des mathématiciens et des scientifiques en général, ont été persécutés, et, en 1945, António Aniceto Monteiro a été forcé de quitter le pays. En 1946 et 1947, le gouvernement a lancé une offensive contre les Universités, empêchant Bento de Jesus Caraça, Ruy Luís Gomes, Zaluar Nunes, Hugo Ribeiro, Alfredo Pereira Gomes, entre autres, de poursuivre leurs carrières. Les centres mathématiques ont pratiquement disparu et les clubs mathématiques, créé par la SPM, ont été déclarés illégaux et interdits. 
La Société mathématique portugaise a été empêchée de tenir ses réunions normales, car les autorités politiques désapprouvaient les rassemblements de personnes. En outre, il lui a été interdit d'élire un autre comité. Sous pressions par la PIDE - la police politique - de nombreux membres fondateurs de la SPM partirent en exil et les activités de la Société a décliné. Bien que certains magazines aient pu rester en activité - comme Portugaliæ Mathematica, grâce aux efforts de Zaluar Nunes , et la Gazeta de Matemática, grâce à Gaspar Teixeira - les mathématiques au Portugal sont entrées dans une période d'engourdissement.
Malgré ces circonstances presque impossibles, la Société mathématique portugaise a réussi à éviter l'extinction totale, bien qu'elle ne puisse pas fonctionner de façon significative.
C'est seulement après la révolution du 25 avril 1974, que la SPM a été pleinement en mesure de travailler et d'atteindre les objectifs fixés par ses fondateurs: promouvoir la connaissance mathématique et la qualité de l'enseignement des mathématiques et diffuser la recherche mathématique portugaise.
Portugaliae Mathematica avait été publiée depuis 1939 et a continué à être publiée lorsque la Société ne pouvait pas fonctionner. Cependant, avec la renaissance de la société florissante, celle-ci a pris les rênes de la revue. La Société a pris en charge l'organisation de réunions et de conférences et a commencé à organiser des compétitions d'Olympiade en 1980. En 1989, le Portugal a participé aux Olympiades internationales de mathématiques pour la première fois.
Elle est membre de la Société mathématique européenne.

## Conseil d'administration
2018-2020
- Président : Felipe Serra de Oliveira, université de Lisbonne
- Vice-présidents : Fabio Chalub et João Araújo, Université Nouvelle de Lisbonne
- Trésorière : Ana Luísa Correia, Academia Militar

2014-2016
- Président : Fernando Pestana da Costa, Universidade Aberta
- Vice-présidents : Jorge Buescu et Gabriel Pires, Université de Lisbonne